# Mühlenbau-Werkstätte

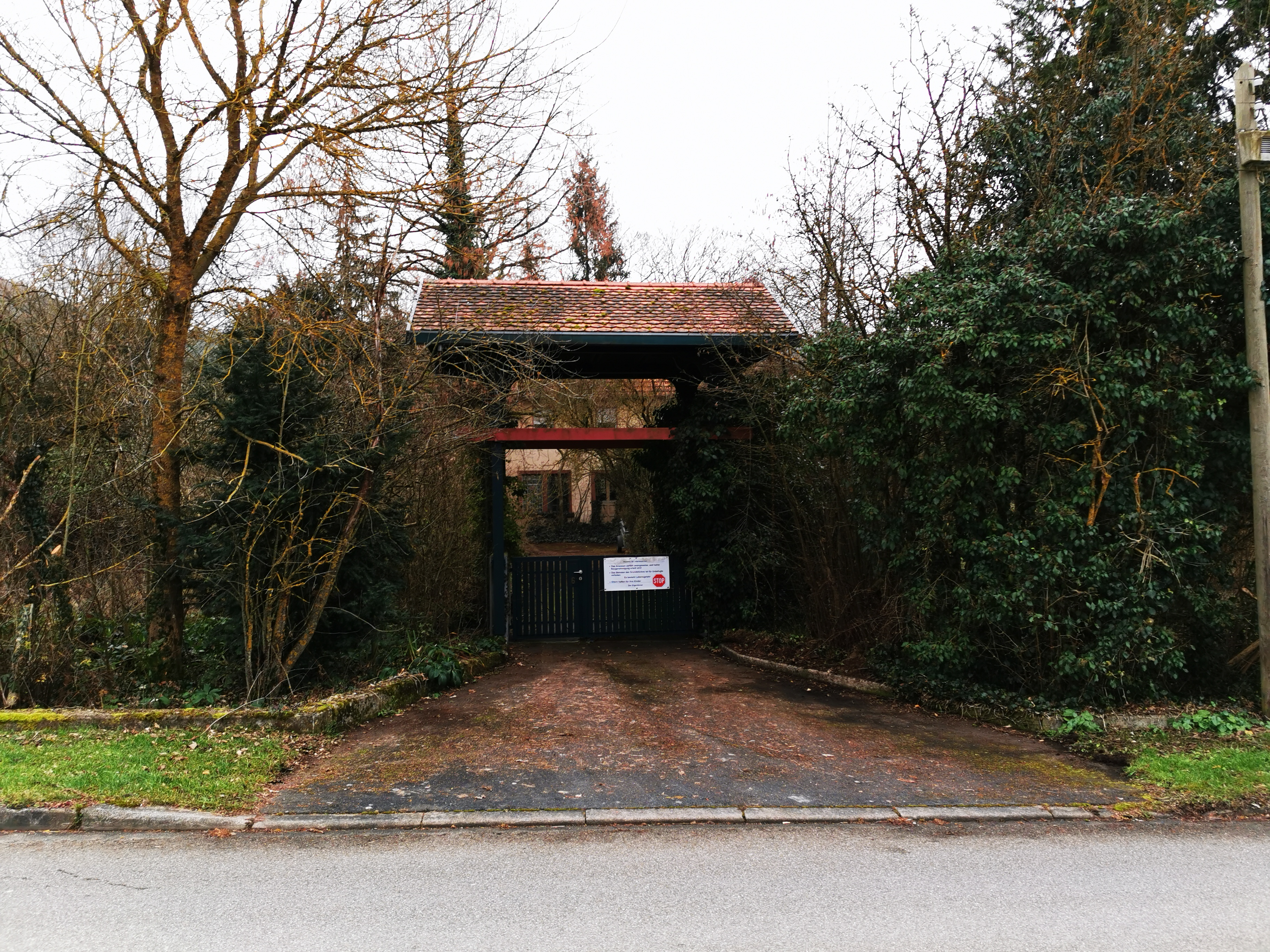
Hofpforte der ehemaligen Mühlenbau-Werkstätte

Mühlenbau-Werkstätte ist ein aufgegangener Wohnplatz sowie eine ehemalige Fertigungsstätte für Mühlenteile auf der Gemarkung des Werbacher Ortsteils Werbachhausen im Main-Tauber-Kreis im Nordosten Baden-Württembergs.

## Geographie
Die ehemalige Mühlenbau-Werkstätte befand sich im Welzbachtal zwischen Werbachhausen und Werbach. Die L 2297 und der Welzbachtalradweg führen in unmittelbarer Nähe des aufgegangenen Ortes vorbei.

## Geschichte
In der ehemaligen Mühlenbau-Werkstätte wurden einst Elevatoren (mechanische Förderer), Trichter und andere Teile für Mühlen gebaut. Die produzierten Teile wurden unter anderem in Mühlen der Umgebung, beispielsweise der Neumühle im Werbacher Ortsteil Wenkheim, eingebaut. Die Produktion wurde wohl im 20. Jahrhundert eingestellt. Ein Gebäude ist noch erhalten.
Die ehemalige Mühlenbau-Werkstätte wird mittlerweile nicht mehr als eigenständiger Wohnplatz geführt und gilt als aufgegangener Ort.